# Good Riddance (Time of Your Life)
"Good Riddance (Time of Your Life)" je drugi singl s albuma Nimrod američkog rock sastava Green Day. Pjesma se pojavljuje u brojnim televizijskim serijama, uključujući Seinfeld, 24, Hitna služba i Kako sam upoznao vašu majku, a mnoge televizijske postaje su je puštale nakon smrti princeze Diane pokazujući njezin život u slikama. 
U Australiji je dostigla broj 2, a u Velikoj Britaniji broj 11 na glazbenim ljestvicama.